# 小行星18653
小行星18653（18653 Christagünt）是一颗绕太阳运转的小行星，为主小行星带小行星。该小行星于1998年3月28日发现。

## 轨道参数
小行星18653的轨道半长轴为2.3860917 UA，离心率为0.165。